# Mosta (Malta)
Mosta je gradić na Malti s oko 19.000 stanovnika (studeni 2009. godine). Od arapske riječi musta što znači sredina ili središće na hrvatskome jeziku.

## Poveznice
- Službena stranica  Arhivirana inačica izvorne stranice od 6. ožujka 2016. (Wayback Machine) (engl.)

## Galerija
- Rotunda
- kupola
- Park